# منو منزس
لوئیز آنتونیو ونکر دی منزس (پرتغالی: Luiz Antônio Venker de Menezes؛ زادهٔ ۱۱ ژوئن ۱۹۶۲) که عموماً با نام منو منزس شناخته می‌شود، سرمربی فوتبال اهل برزیل است که در حال حاضر در باشگاه اینترناسیونال فعالیت می‌کند. او از سال ۲۰۱۰ تا ۲۰۱۲ مربی تیم ملی فوتبال برزیل بود. نام مستعار او از دوران کودکی او می‌آید؛ زمانی که خواهرش او را «منو» (که به اصطلاح عامیانه به معنی «برادر» در پرتغالی می‌دهد) خطاب می‌کرد.